# Robert Golob
Robert Golob (Šempeter pri Gorici, 23 de janeiro de 1967) é um empresário e político esloveno. É o atual primeiro-ministro da Eslovénia, como presidente do partido Movimento da Liberdade (GS), que derrotou o Partido Democrático Esloveno (SDS), liderado pelo por Janez Janša nas eleições nacionais em abril de 2022.

## Início de vida e educação
Golob obteve seu PhD em engenharia elétrica na Universidade de Ljubljana em 1994. Após seus estudos, foi um bolsista de pós-doutorado Fulbright no Instituto de Tecnologia da Geórgia em Atlanta, Estados Unidos.

## Carreira

### Empresarial
Em 2004, Golob co-fundou uma empresa de comercialização de energia GEN-I, onde permaneceu como presidente até 2021.

### Política
Entre maio de 1999 e junho de 2000, Golob foi Secretário de Estado do Ministério da Economia no governo liderado pelo primeiro-ministro Janez Drnovšek do Partido Liberal Democrático (LDS). Em 2002, foi eleito a presidente da Câmara Municipal de Nova Gorica, cargo que ocupa desde então. Em 2011, Golob juntou-se ao partido Eslovênia Positiva, fundado pelo prefeito de Ljubljana, Zoran Janković. Em 2013–14, com as crescentes tensões dentro do partido entre Zoran Janković e Alenka Bratušek, Golob desempenhou um papel de mediador entre ambos. Com a ruptura final dentro do partido em abril de 2014, juntou-se ao partido separatista de Alenka Bratušek, tornando-se um de seus vice-presidentes. A partir de 2014, afastou-se da política a nível nacional, mantendo-se ativo apenas a nível local na divisão administrativa de Nova Gorica; presidiu a assembleia de Kromberk–Loke entre 2010 e 2014, permanecendo um de seus membros até 2022.
Quando seu mandato como presidente da GEN-I terminou em 2021 e depois de não receber outro, Golob decidiu voltar a ter um papel ativo na política. Em janeiro de 2022, ele se tornou presidente de um partido verde não parlamentar, Z.Dej, e renomeou o partido para Movimento da Liberdade (GS).
Em 24 de abril de 2022, nas eleições parlamentares eslovenas de 2022, o partido Movimento da Liberdade obteve o maior número de votos, conquistando 41 de 90 assentos da Assembleia Nacional. Em 25 de maio, foi eleito pelo parlamento como primeiro-ministro da Eslovênia, assumindo em 1.º de junho daquele ano.